# Улих, Леберехт
Леберехт Улих (27 февраля 1799, Кётен (Анхальт) — 23 марта 1872, Магдебург) — германский протестантский богослов и духовный писатель, основатель общества «Друзей света» и один из основателей течения религиозного гуманизма, известный своими либеральными взглядами и конфликтами с прусскими властями.
Родился в небогатой семье знатного происхождения; ещё в школьные годы увлёкся идеями Просвещения. Окончил гимназию в родном городе, с 1817 года изучал богословие в университете Галле, в период обучения там проникся рационалистическими идеями; после окончания обучения вернулся в родной город и с 1820 по 1824 год был преподавателем, а в 1824 году получил пасторский приход в Дибциге. В 1827 году присоединился к Прусской государственной церкви и стал пастором в Пёммельте, вскоре получив известность проводимыми им бесплатными вечерними лекциями на библейские темы.
В 1841 году, будучи по-прежнему пастором в Пёммельте близ Шенебека, после начала так называемых магдебургских иконоборческих споров организовал съезд протестантских пасторов, своих единомышленников, в Гнадау, из которого 29 июня того же года возникло постоянное общество Protestantische Freunde под названием «Друзья света». Улих стал центром этого общества; он устраивал ежемесячно публичные собрания, на которые из-за чтения их простым языком стекались тысячи слушателей; при его содействии в разных городах возникли подобные общества. С 1842 года обществом издавался журнал «Blätter für christliche Erbauung». В 1845 году по распоряжению властей эти общества были закрыты, а Улиху запрещён самовольный выезд из своего прихода. Вскоре, получив 1 октября 1845 года место пастора церкви св. Екатерины в Магдебурге, он снова начал агитацию; его проповеди вскоре стали весьма популярны, но возобновились и его конфликты с властями. В 1847 году полиция закрыла собрания, происходившие у него на дому, а сам Улих был 13 сентября 1847 года лишён духовного сана, несмотря на протесты населения, и вернулся в Магдебург.
Уже 29 ноября 1847 года Улих стал пастором основанной им магдебургской свободной общины и способствовал распространению таких общин в Германии. В 1848 году стал одной из ключевых фигур Мартовской революции. 18 марта был объявлен почётным гражданином Магдебурга и был затем избран членом франкфуртского парламента; после роспуска парламента вернулся в Магдебург, а после поражения революции активно занимался сбором средств для бегущих в Швейцарию революционеров; за свою деятельность неоднократно подвергался арестам и обвинениям. Позже принял взгляды популярного пантеизма, отождествляющие Бога с природой и религию с цивилизацией. В 1859 году основал Союз свободных общин, ездил с лекционными турами по Европе. С 1867 года был председателем общества Germania, способствовавшего образованию рабочих. Скончался после непродолжительной болезни.
Главные работы: «Bekentnisse» (Лейпциг, 1846); «Sendschreiben an das deutsche Volk» (Дессау, 1845); «Das Büchlein vom Reiche Gottes» (катехизис, Магдебург,1845); «Sonntagsbuch» (Гота, 1858); «Handbüchlein der freien Religion» (Берлин, 1889). Главным органом сторонников Улиха был «Sonntags-blatt», выходивший в Готе.

## Источник
- Улих, Леберехт // Энциклопедический словарь Брокгауза и Ефрона : в 86 т. (82 т. и 4 доп.). — СПб., 1890—1907.